# Državna cesta D115
D115 je državna cesta u Hrvatskoj. Nalazi se na otoku Braču, a ukupna duljina ceste iznosi 11,4 km.
Cesta započinje u Gornjem Humcu, na križanju s D113. Cesta iz G. Humca ide prema jugu, da bi nakon 2 km prešla u serpentine i polako se spuštala prema Bolu. Oko 1 km od G. Humca je skretanje za Zračnu luku Brač.

## Vanjske poveznice
|  | Zajednički poslužitelj ima još gradiva o temi Državna cesta D115 |